# Miklós Szilvásy
Miklós Szilvásy (a veces Szilvási, Hungría, 5 de diciembre de 1925-Budapest, 24 de mayo de 1969) fue un deportista húngaro especialista en lucha grecorromana donde llegó a ser campeón olímpico en Helsinki 1952.

## Carrera deportiva

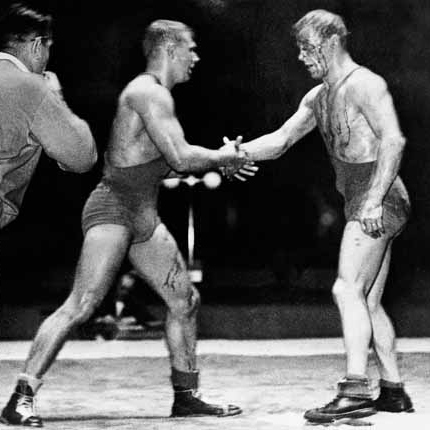
Miklós Szilvásy (izq.), 1948

En los Juegos Olímpicos de 1948 celebrados en Londres ganó la medalla de plata en lucha grecorromana estilo peso wélter, tras el luchador sueco Gösta Andersson (oro) y por delante del danés Henrik Hansen (bronce). Cuatro años después, en las Olimpiadas de Helsinki 1952 ganó la medalla de oro en la misma categoría de peso wélter.